# NGC 323
 NGC 323 là một thiên hà hình elip nằm trong chòm sao Phượng Hoàng. Nó được phát hiện vào ngày 3 tháng 10 năm 1834 bởi John Herschel. Nó được Dreyer mô tả là "khá mờ, nhỏ, tròn, giữa sáng hơn, trước (phía tây) là 2", cái còn lại là NGC 328.